# 莫伊甘市镇
莫伊甘市镇（俄语：Мойганское муниципальное образование）是俄罗斯联邦伊尔库茨克州扎拉里区所属的一个市镇。其下辖有个居民点，行政中心为莫伊甘。据2016年统计，该市镇的人口为1180人。